# Budsław (gmina)
Budsław – dawna gmina wiejska istniejąca do 1939 roku w woj. nowogródzkim/Ziemi Wileńskiej/woj. wileńskim (obecnie na Białorusi). Siedzibą gminy było miasteczko Budsław (626 mieszk. w 1921 roku).
Początkowo gmina należała do powiatu wilejskiego. 7 listopada 1920 r. została przyłączona do nowo utworzonego powiatu duniłowickiego pod Zarządem Terenów Przyfrontowych i Etapowych. 19 lutego 1921 r. wraz z całym powiatem weszła w skład nowo utworzonego województwa nowogródzkiego. 13 kwietnia 1922 roku gmina wraz z całym powiatem duniłowickim została przyłączona do objętej władzą polską Ziemi Wileńskiej, przekształconej 20 stycznia 1926 roku w województwo wileńskie.
1 stycznia 1926 roku gminę wyłączono z powiatu duniłowickiego (który jednocześnie zmienił nazwę na powiat postawski) i przyłączono ponownie do powiatu wilejskiego w tymże województwie. Po wojnie obszar gminy Budsław wszedł w struktury administracyjne Związku Radzieckiego.

## Demografia
Według Powszechnego Spisu Ludności z 1921 roku gminę zamieszkiwało 6 012 osób, 4 955 było wyznania rzymskokatolickiego, 828 prawosławnego, 191 mojżeszowego a 38 mahometańskiego. Jednocześnie 3 364 mieszkańców zadeklarowało polską przynależność narodową, 2 564 białoruską, 77 żydowską, 7 tatarską. Było tu 1 096 budynków mieszkalnych.